# Konak
Konak – reprezentacyjna budowla mieszkalna, rezydencja władcy lub wysokich urzędników państwowych na obszarze Imperium Osmańskiego.

## Architektura
Plan tradycyjnego konaka osmańskiego w zachodniej Anatolii i na Bałkanach bazuje na czterech ejwanach. Forma ta wywodzi się od kiosku Çinili Köşk w Stambule. Większość konaków budowana była z drewna. Pokoje reprezentacyjne lokowano na pierwszym piętrze. Z hali wejściowej, często przykrytej kopułą, prowadziły przejścia do czterech ejwanów. Hala wejściowa bywała półotwarta, spełniając rolę werandy.
W Anatolii wschodniej tradycyjne konaki wznoszono z kamienia i budowano w stylu syryjskim – dodając dziedziniec i ściśle przestrzegając podziału na część męską – selamlik i żeńską – harem.
Do XXI w. na Bałkanach i w Turcji zachowało się niewiele oryginalnych osmańskich konaków.
Konaki bałkańskie były wielopiętrowe, a na wyższych piętrach umieszczano balkony i wykusze. Zazwyczaj parter budowany był z kamienia, pozbawiony okien, a piętra wznoszono w technice szachulcowej i pokrywano tynkiem. Całość nakrywał dach spadowy pokryty suszonymi na słońcu dachówkami o nazwie çerpik. Domy miały również ozdobne cylindryczne kominy. Konaki miały od 10 do ponad 40 pokoi, odzwierciedlając zamożność właściciela.

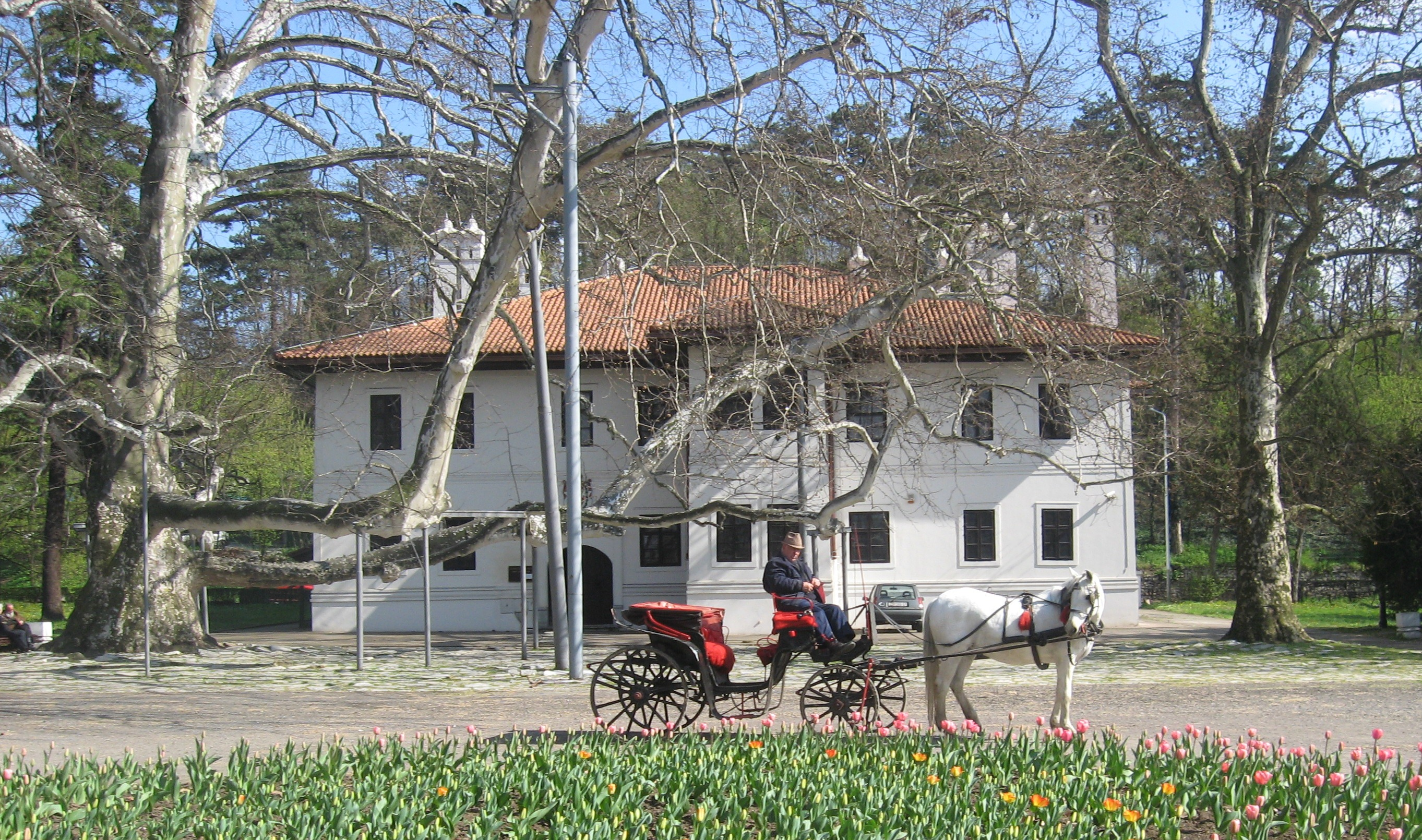
Konak księcia Miłosza w Belgradzie w Serbii
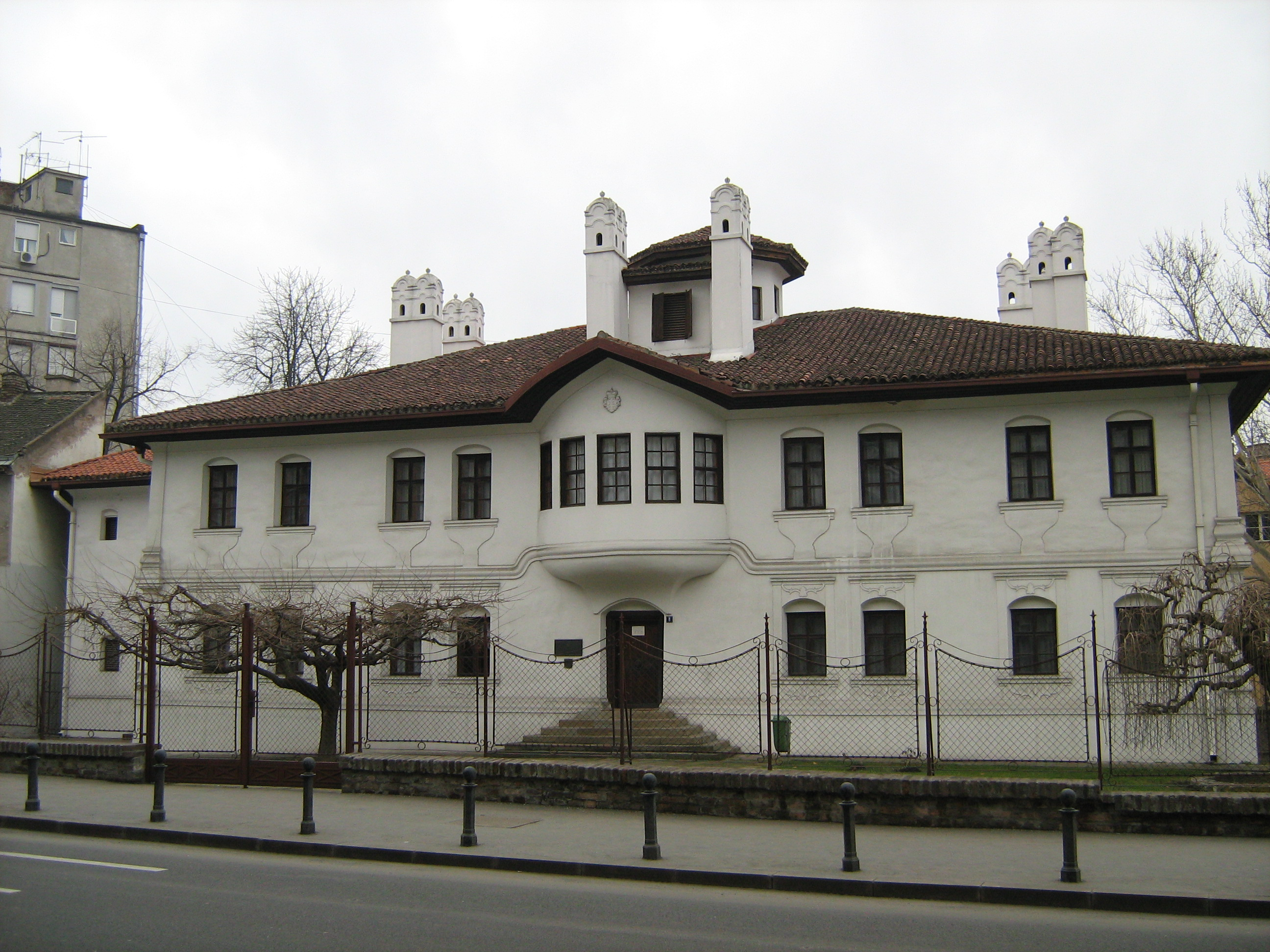
Konak księżnej Ljubicy w Belgradzie w Serbii
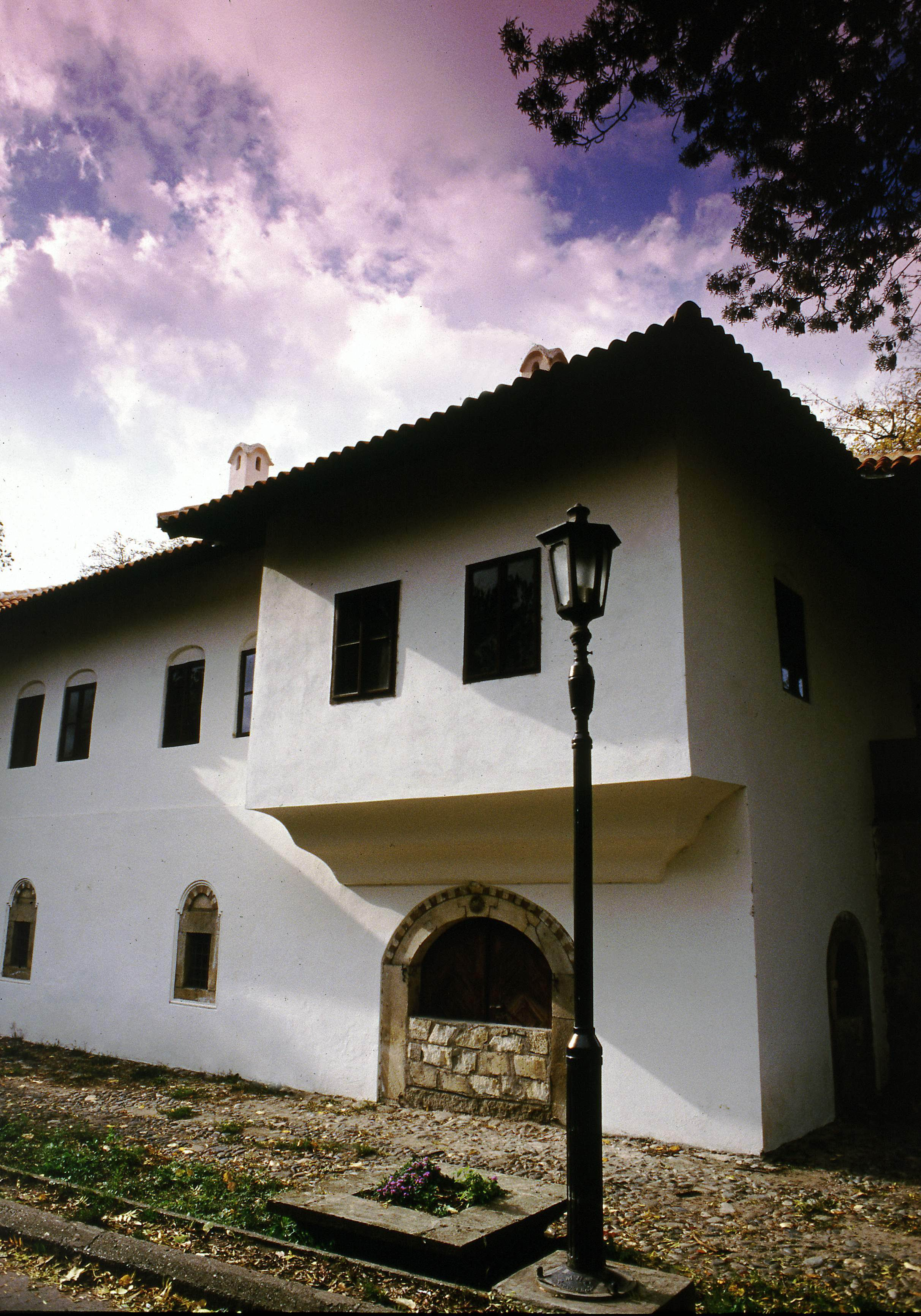
Amidža Konak w Kragujevacu w Serbii
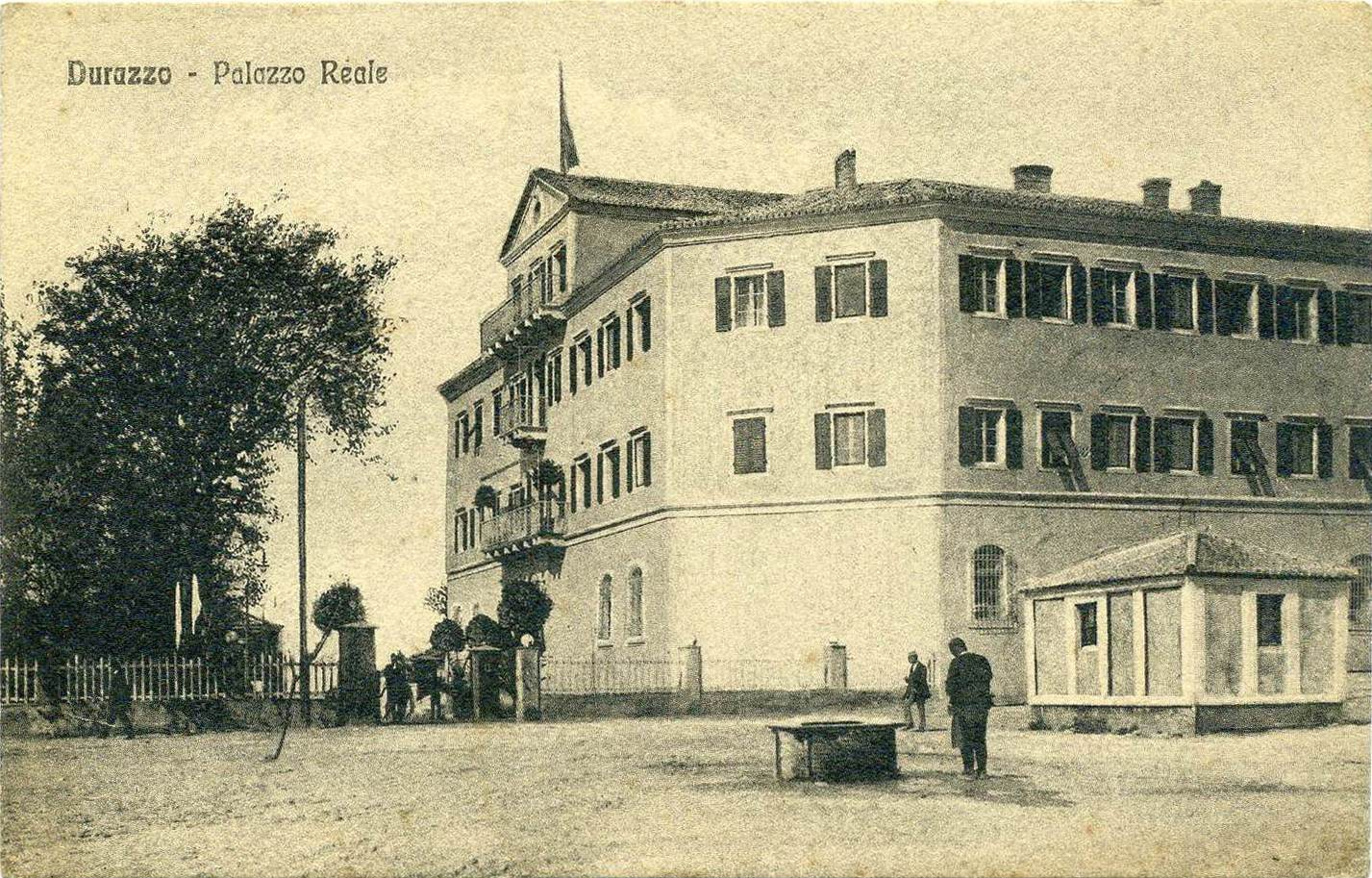
Konak w Durrës w Albanii
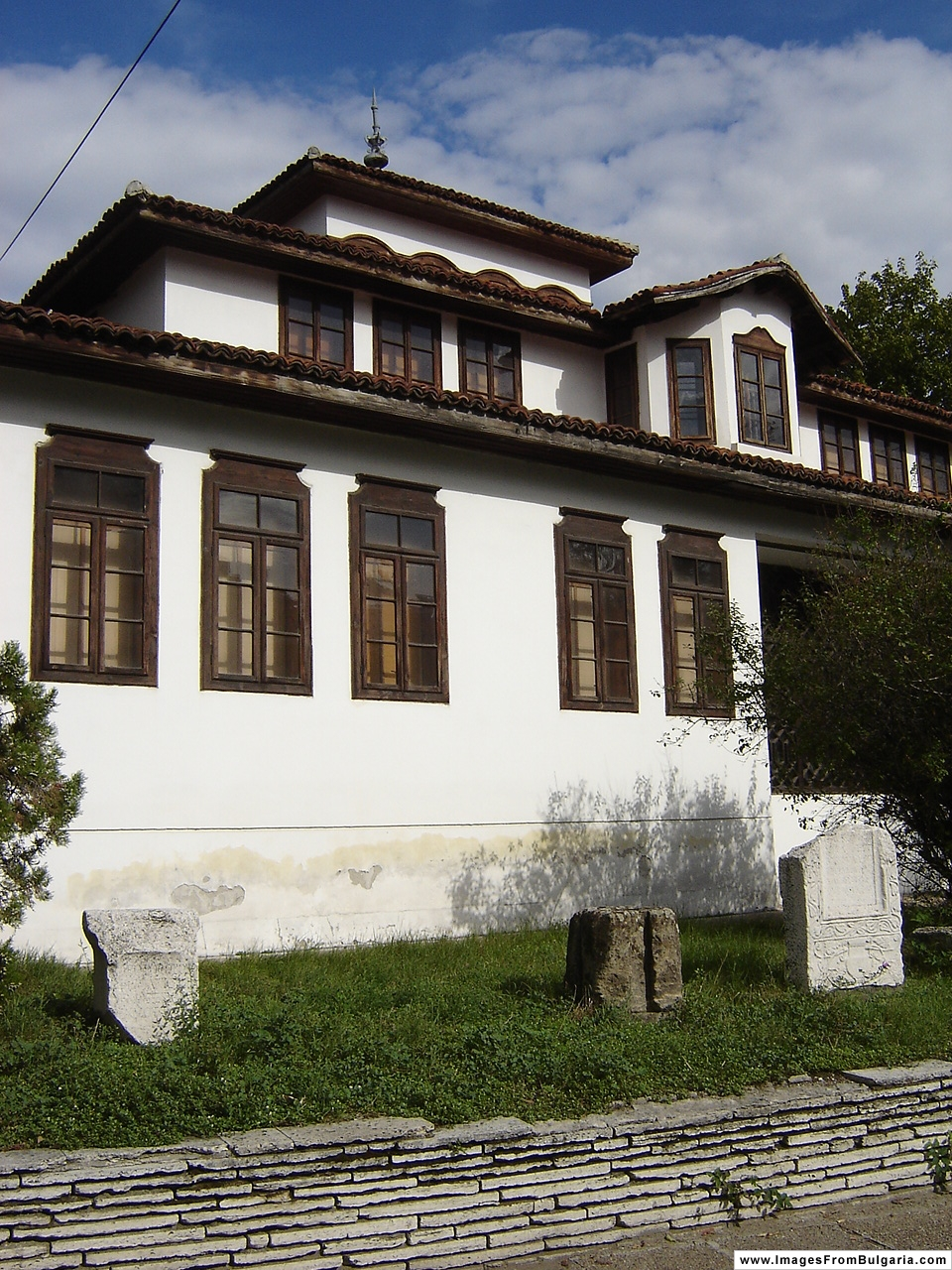
Muzeum konak w Widyniu w Bułgarii